# 동양함대

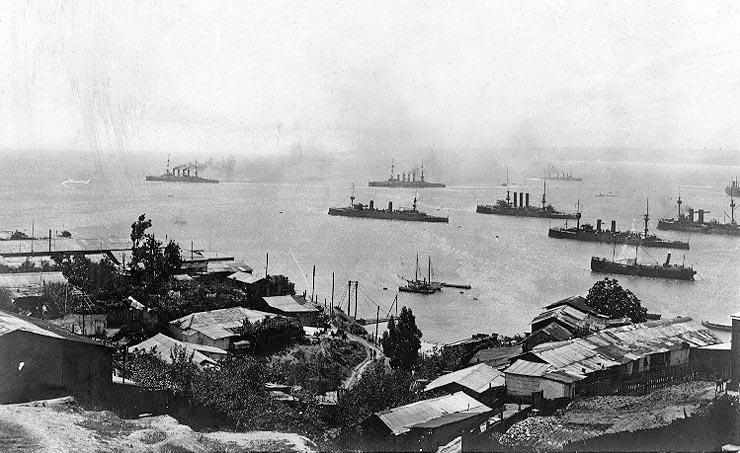
칠레 중부 발파라이소 항을 떠나는 동양함대

동양함대(東洋艦隊, 독일어: Ostasiengeschwader, 영어: East Asia Squadron)는 1890년 중반에서 1914년까지 당시 독일 제국이 주로 태평양 지역에서 배치했던 독일 황립해군의 순양함 함대이다. 독일 국내 항구들에 독립적인, 독일 유일의 해외 해군 조직이었다.

## 역사적 배경
1861년 프로이센 왕국과 중국 사이의 텐진조약으로 프로이센 전함이 중국 연안에서 활동하는 것이 허용되었다. 통일 직후 독일에서 극동이 정치, 경제적으로 중요해짐에 따라, 1881년 비행대가 제독의 명에 의해 이 지역에 설립되었다. 독일에서는 아프리카 식민지들을 더 가치있게 보았으므로, 아프리카 순양함대는 영구적인 지위로 1885년에 만들어졌고, 직후 독일해군은 2대의 작은 포함으로 동아시아에서 군사력을 축소시켰다. 아프리카 순양함대는 독일 북부 항구도시 킬로 1893년 함대 해산을 위해 복귀하였다.